# Bambusina delicatissima
Bambusina delicatissima là một loài Song tinh tảo trong họ Desmidiaceae, thuộc chi Bambusina.